# Nagtsho Lotsawa Tshülthrim Gyelwa
| Tibetische Bezeichnung                                          |
| --------------------------------------------------------------- |
| Tibetische Schrift: ནག་ཚོ་ལོ་ཙཱ་བ་ཚུལ་ཁྲིམས་རྒྱལ་བ                      |
| Wylie-Transliteration: nag tsho lo tsa ba tshul khrims rgyal ba |
| Chinesische Bezeichnung                                         |
| Vereinfacht: 那错译师次程杰哇                                   |
| Pinyin:Nacuo Yishi Cicheng Jiewa                                |

Nagtsho Lotsawa Tshülthrim Gyelwa (tib.:  nag tsho lo tsA ba tshul khrims rgyal ba ; * 1011; † 1064), Nagtsho der Übersetzer (nag mtsho lo tsa ba), aus Gungthang war ein berühmter tibetischer Übersetzer des 11. Jahrhunderts und diejenige Person, die Atisha nach Tibet einlud, womit die Periode der Späteren Verbreitung der Lehre (phyi dar) – d. h. nach dem Einschnitt durch den Herrscher Lang Darma – eine Zeit der Neuen Übersetzungen buddhistischer Texte aus dem Sanskrit begann.
Nagtsho Lotsawa war zuvor bereits in Indien gewesen. Seine Abreise fand 1037 statt. Die Einladung Atishas fand auf Wunsch des Guge-Königs und buddhistischen Mönchs Changchub Ö (byang chub 'od ) statt.

„Naktso Lotsawa traveled to India and studied with Atiśa. It seems that this previous experience of Naktso Lotsawa was the main reason he was summoned by Lhatsünpa and asked to go to India and invite Atiśa to Tibet, thus fulfilling the king Jangchup Ö’s dying wish. Naktso Lotsawa was successful, and Atiśa agreed to make the journey to Tibet and spread the Dharma (Roerich, 245-6).“

## Werke
- Lobpreisungen web